# کوه سیل خوانسار
کوه سیل خوانسار از کوه‌های سلسله جبال زاگرس است. این رشته کوه از غرب شهرستان خوانسار آغاز شده و به سمت جنوب این شهرستان کشیده شده‌است. این رشته کوه جزه بلندترین ارتفاعات این منطقه است، بلندترین قله در این رشته کوه، سیل یا سول نامیده شده‌است که ارتفاع آن برابر با ۳۷۵۰ متر است.
در گویش خوانساری به مسیری که از پایین کوه شروع شده و به قله‌ی این کوه منتهی می شود 《راسیل》گفته می‌ شود. این کلمه متشکل از ترکیب دو کلمهٔ《را》به معنی راه و《سیل》 میباشد.
جنس این کوه‌ها آهکی است و فقط یک رگه مرمریت در نزدیکی چشمه مرزنگشت وجود دارد.